# Wahlen in den Neuen Hebriden 1975
Die Wahlen in den Neuen Hebriden (General elections) wurden in dieser Form am 10. November 1975 erstmals in den Neuen Hebriden (später: Vanuatu) abgehalten. Die New Hebrides National Party (Vanua’aku Pati) gewann 17 Sitze in der neu gegründeten Representative Assembly.

## Hintergrund
1974 war eine Einigung zwischen Frankreich und dem Vereinigten Königreich zur Zukunft des Kondominiums erzielt. Die Übereinkunft sah eine Ersetzung des Advisory Council vor durch eine Versammlung (Assembly) mit weitergehenden Kompetenzen und gewählt durch allgemeine Wahlen. Ein Datum für die Wahl im November wurde am 11. Juli 1975 festgelegt.
Die Representative Assembly mit 41 Mitgliedern hatte 29 direkt gewählte Mitglieder, sechs repräsentierten die Chamber of Commerce (drei britische und drei französische), vier Repräsentanten der traditionellen Chiefs und drei Repräsentanten der Cooperativen. Die direkt gewählten Mitglieder wurden aus 14 Wahlkreisen mit ein bis fünf Sitzen gewählt. In 12 Wahlkreisen wurden die Mitglieder durch Nicht übertragbare Einzelstimmgebung gewählt, während in zwei Wahlkreisen (Port Vila und Santo Town), Mehrfache Nicht übertragbare Einzelstimmgebung durchgeführt wurde, wobei die Abstimmenden die Möglichkeit hatten so viele Stimmen abzugeben, wie Sitze vorgesehen waren.

## Wahlkampf
Die Franzosen hatten Sorge, dass ein Sieg der New Hebrides National Party zu Unabhängigkeitsbestrebungen führen könnte und wollten Unabhängigkeit nicht fördern, weil die Gefahr bestand, dass daraus ähnliche Bestrebungen in Französisch-Polynesien und Neukaledonien erwachsen könnten. Daher unterstützte der französische Teil der Joint Administration die Union of the Communities of the New Hebrides (UCNH), eine Partei, die vor allem von den Europäern getragen wurde. Es wurden Flugzeuge aus Neukaledonien gechartert um auf den Inseln Wahlkampf zu machen. Daran beteiligte si sogar der französische Hochkommissar von Neukaledonien. Sieben FLugzeugladungen von ehemaligen Einwohnern der Neuen Hebriden wurden ebenfalls aus Neukaledonien eingeflogen um zu wählen. Dazu wurden die Wahlvoraussetzungen für den Wahltag extra abgeändert.

## Ergebnisse

### Direkt gewählte Sitze
| Partei                            | Partei                                                                   | Stimmen | %     | Sitze |
| --------------------------------- | ------------------------------------------------------------------------ | ------- | ----- | ----- |
|                                   | New Hebrides National Party                                              | 27.978  | 54,19 | 17    |
|                                   | Union of the Communities of the New Hebrides                             | 15.761  | 30,53 | 10    |
|                                   | Movement for the Autonomy of the New Hebrides                            | 4.155   | 8,05  | 2     |
|                                   | Nagriamel                                                                | 650     | 1,26  | 0     |
|                                   | Movement for the Autonomy of the New Hebrides MANH–Tabwemasana–Nagriamel | 678     | 1,31  | 0     |
|                                   | Friend Melanesian Party                                                  | 457     | 0,89  | 0     |
|                                   | Tabwemasana                                                              | 331     | 0,64  | 0     |
|                                   | Unabhängige                                                              | 1.620   | 3,14  | 0     |
|                                   |                                                                          |         |       |       |
| Gültige Stimmen                   | Gültige Stimmen                                                          | 34.911  | 97,86 |       |
| Ungültige Stimmen                 | Ungültige Stimmen                                                        | 763     | 2,14  |       |
| Gesamt                            | Gesamt                                                                   | 35,674  | 100   | 29    |
| Nichtwähler                       | Nichtwähler                                                              | 4.500   | 11,20 |       |
| Wahlberechtigte / Wahlbeteiligung | Wahlberechtigte / Wahlbeteiligung                                        | 40.174  | 88,80 |       |

### Sitze der Chamber of Commerce
| Britische Mitglieder | Britische Mitglieder | Französische Mitglieder | Französische Mitglieder |
| Kandidat             | Stimmen              | Kandidat                | Stimmen                 |
| -------------------- | -------------------- | ----------------------- | ----------------------- |
| Chung Wai            | 217                  | R. Bacon                | 241                     |
| René Ah Pow          | 202                  | R. Keller               | 218                     |
| John Stegler         | 199                  | Philippe Delacroix      | 168                     |
|                      |                      |                         |                         |
| J. Seagoe            | 143                  | B. Wong                 | 140                     |
| D. Curtis            | 118                  | J. Russet               | 84                      |
| J. Miu Mah Kam       | 65                   | R. Coulon               | 74                      |
| J. Leveredge         | 56                   | C. van Nerum            | 54                      |
| R. Gallimore         | 49                   | J. Simonsen             | 38                      |
| D. Joffick           | 27                   | C. Boudier              | 38                      |
| H. Hamlin            | 19                   | Thevenin                | 17                      |

## Auswirkungen
Nach dem Sieg der New Hebrides National Party versuchten die Behörden zu vermeiden, dass die Unabhängigkeitsfraktionen eine Mehrheit in der Versammlung erhielten. Aufgrund von Streitigkeiten über die Wahl der Chiefs wurde kein Datum für die Eröffnungssitzung der Versammlung festgelegt. Nach mehrmonatiger Verzögerung schlug der französische Hochkommissar vor, die Zahl der Häuptlinge von vier auf acht zu erhöhen. Die UCNH forderte später, die Zahl auf zehn zu erhöhen.
Am 27. März 1976 fanden Proteste von Anhängern der National Party statt. In der Pacific Islands Monthly behauptete ein Mitglied der National Party, die französischen Behörden hätten die Menschen ermutigt, die Demonstrationen zu stören, worin 54 Personen in Espiritu Santo verwickelt waren.
Im Mai 1976, sechs Monate nach der Abstimmung, wurde die Wahl von vier Mitgliedern in Espiritu Santo – Mary Gilu, Titus Path und Thomas Reuben von der National Party und Michel Thevenin von MANH – annulliert. Eine Berufung beim Joint Court im Juli war erfolglos, wobei das Gericht auch die Wahl von Philibert de Montgremier, einem weiteren Kandidaten der National Party, annullierte. Zwischen dem 25. und 27. Oktober fanden Nachwahlen für die Sitze statt; Gilu, Path und Reuben wurden wiedergewählt, während de Montgremier von George Cronsteadt von MANH-Nagramiel besiegt wurde. Thevenin wurde als MANH-Nagramiel-Kandidat durch Jimmy Stevens ersetzt, der ebenfalls gewählt wurde.
Eine unvollständige Versammlung trat schließlich am 29. Juni zusammen. Beim ersten Treffen wurde vereinbart, dass die Zahl der Häuptlinge bei vier bleiben sollte. Die National Party versuchte auch, einen Misstrauensantrag gegen die britischen und französischen Administratoren zu stellen, welcher aber ungelöst blieb. Der letzte unbesetzte Sitz – der Häuptling des nördlichen Distrikts – wurde am 26. November nach einer Verzögerung gewählt, welche durch Nagramiel-Häuptlinge verursacht wurde, die sich darüber beschwert hatten, dass andere keine traditionelle Kleidung trugen. Moli Liu Tamata, ein Unterstützer der Nationalpartei, wurde gewählt, wodurch die National Party 21 der 42 Sitze (16 direkt gewählt, drei Chiefs und zwei Cooperativen-Mitglieder); die UCNH errang zwölf Sitze, die MANH–Nagramiel drei und die verbleibenden sechs waren Unabhängige.
Das erste offizielle Treffen der gesamten Versammlung fand am 29. November statt, mehr als ein Jahr nach den ersten Wahlen. Ein Antrag, der forderte, dass alle Sitze bei den nächsten Wahlen durch allgemeines Wahlrecht gewählt werden sollten, wurde einstimmig angenommen. Allerdings wurde die Versammlung im März 1977 nach einem Boykott durch die National Party ausgesetzt. Vorgezogene Neuwahlen wurden Ende 1977 durchgeführt.

## Mitglieder der Versammlung
| Constituency                | Elected member           | Party                                         | Notes |
| --------------------------- | ------------------------ | --------------------------------------------- | --- |
| Ambrym                      | Jack Hopa                | New Hebrides National Party                   | |
| Aoba–Maevo                  | Joel Mera                | New Hebrides National Party                   | |
| Aoba–Maevo                  | Thomas Tung              | Movement for the Autonomy of the New Hebrides | |
| Banks–Torres                | George Worek             | New Hebrides National Party                   | |
| Malekula                    | Gérard Leymang           | Union of the Communities of the New Hebrides  | |
| Malekula                    | Keith Obed               | New Hebrides National Party                   | |
| Malekula                    | Sethy Regenvanu          | New Hebrides National Party                   | |
| North Efate                 | Donald Kalpokas          | New Hebrides National Party                   | |
| Paama–Epi                   | Jack Taritonga           | New Hebrides National Party                   | |
| Pentecost                   | Vincent Boulekone        | Union of the Communities of the New Hebrides  | |
| Pentecost                   | Walter Lini              | New Hebrides National Party                   | |
| Port Vila                   | Remy Delaveuve           | Union of the Communities of the New Hebrides  | |
| Port Vila                   | Tessa Fowler             | Union of the Communities of the New Hebrides  | |
| Port Vila                   | Yoan Kalsakau            | Union of the Communities of the New Hebrides  | |
| Port Vila                   | Kaltak Kaltefer          | Union of the Communities of the New Hebrides  | |
| Port Vila                   | Guy Prévot               | Union of the Communities of the New Hebrides  | |
| Port Vila                   | Ernest Reid              | Union of the Communities of the New Hebrides  | |
| Santo Rural                 | Titus Path               | New Hebrides National Party                   | annulliert im Mai 1976; wiedergewählt in der Nachwahl                                                           |
| Santo Rural                 | Michel Thevenin          | Movement for the Autonomy of the New Hebrides | annulliert im Mai 1976. Jimmy Stevens (Nagriamel) gewann die Nachwahl                                           |
| Santo Rural                 | Reuben Thomas            | New Hebrides National Party                   | annulliert im Mai 1976. wiedergewählt in der Nachwahl.                                                          |
| Santo Town                  | Philibert de Montgremier | New Hebrides National Party                   | annulliert im Juli 1976. George Cronsteadt (Movement for the Autonomy of the New Hebrides) gewann die Nachwahl. |
| Santo Town                  | Mary Gilu                | New Hebrides National Party                   | annulliert im Mai 1976; wiedergewählt in der Nachwahl.                                                          |
| Santo Town                  | Shem Rarua               | New Hebrides National Party                   | |
| Shepherds                   | Kenneth Tariliu          | New Hebrides National Party                   | |
| South Efate                 | George Kalkoa            | New Hebrides National Party                   | |
| Tanna                       | Iolu Abil                | New Hebrides National Party                   | |
| Tanna                       | Charles Nako             | Union of the Communities of the New Hebrides  | |
| Tanna                       | Aissin Nokohout          | Union of the Communities of the New Hebrides  | |
| Tanna Outer Islands         | John Naupa               | New Hebrides National Party                   | |
| British Chamber of Commerce | René Ah Pow              |                                               | |
| British Chamber of Commerce | Wai Chung                |                                               | |
| British Chamber of Commerce | John Stegler             |                                               | |
| French Chamber of Commerce  | R. Bacon                 |                                               | |
| French Chamber of Commerce  | Philippe Delacroix       |                                               | |
| French Chamber of Commerce  | R. Keller                |                                               | |
| Co-operatives               | Willie Abel              |                                               | |
| Co-operatives               | Kalpokor Kalsakau        |                                               | |
| Co-operatives               | Adrien Palaud            |                                               | |
| Centre District I Chief     | Fred Timakata            |                                               | |
| Centre District II Chief    | Willie Bongmatur         |                                               | |
| Northern District Chief     | Moli Tasa Tamata         |                                               | |
| Southern District Chief     | Ringuiao                 |                                               | |
| Source: Plant, Stech        |                          |                                               | |